# Thalassius paralbocinctus
Thalassius paralbocinctus är en spindelart som beskrevs av Zhang, Zhu och Song 2004. Thalassius paralbocinctus ingår i släktet Thalassius och familjen vårdnätsspindlar. Inga underarter finns listade i Catalogue of Life.